# Karnemelkshaven

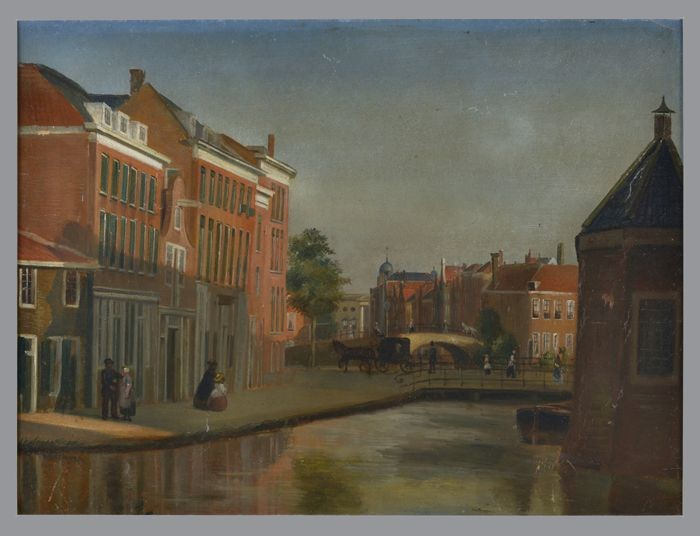
Gezicht op de Karnemelkshaven, geschilderd door Jan Bikkers

De Karnemelkshaven was een klein kort kanaaltje in Rotterdam tussen de Rotte en de Stadsvest (nu Goudsesingel) in het verlengde van de Botersloot. De oude naam was Buitenbotersloot (omdat het buiten de stad was gelegen) of Dwarsrottekade. Het was de haven, waar zuivelproducten werden aangevoerd van de boeren langs de Rotte. Een deel van de linker kade van de Rotte ten oosten van het kanaaltje werd ook Karnemelkshaven genoemd. Over de Karnemelkshaven liep een kleine brug (de Korte Vischhoekbrug) naar het Couwenburgseiland, een klein, driehoekig eiland tussen de Stadsvest, de Rotte en de Karnemelkshaven. De Karnemelkshaven werd in 1861 gedempt en de Botersloot in 1866. In 1914 werd een voetbrug over de Rotte gebouwd in het verlengde van de gedempte Karnemelkshaven, die de Karnemelksbrug werd genoemd.
De huidige Karnemelkshaven en Karnemelksbrug werden pas later zo genoemd en liggen niet op hun oorspronkelijke plaats. De haven die nu Karnemelkshaven heet is een watertje rondom het in de jaren negentientachtig gebouwde wooncomplex op het voormalige Heliport-terrein. Het staat in verbinding met de rivier de Rotte, maar van een haven kan geen sprake zijn. De huidige Karnemelksbrug is een verkeersbrug over het Stokviswater waarover de Goudsesingel loopt.

## Kaart

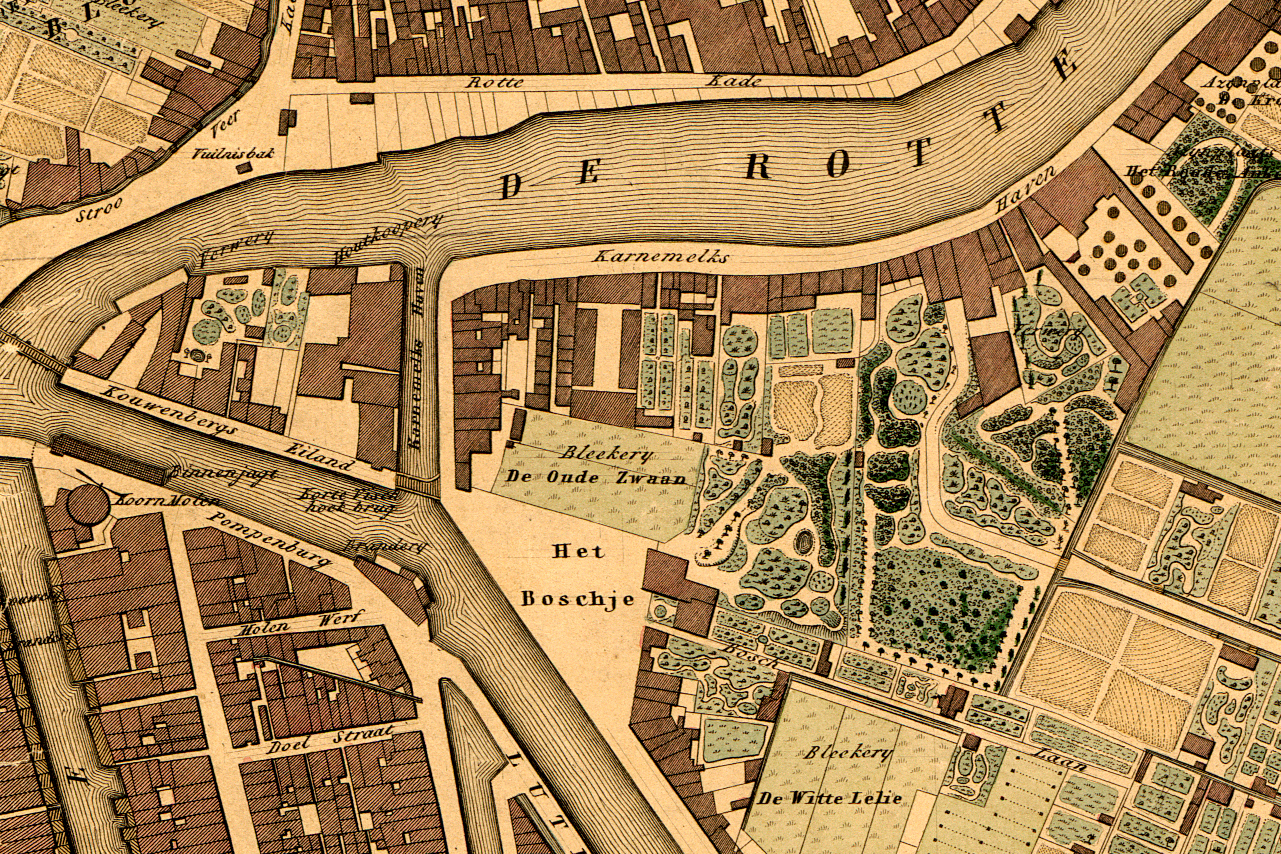
De Karnemelkshaven op een kaart van 1839, getekend door Leonardus Frederik Temminck

## Afbeeldingen

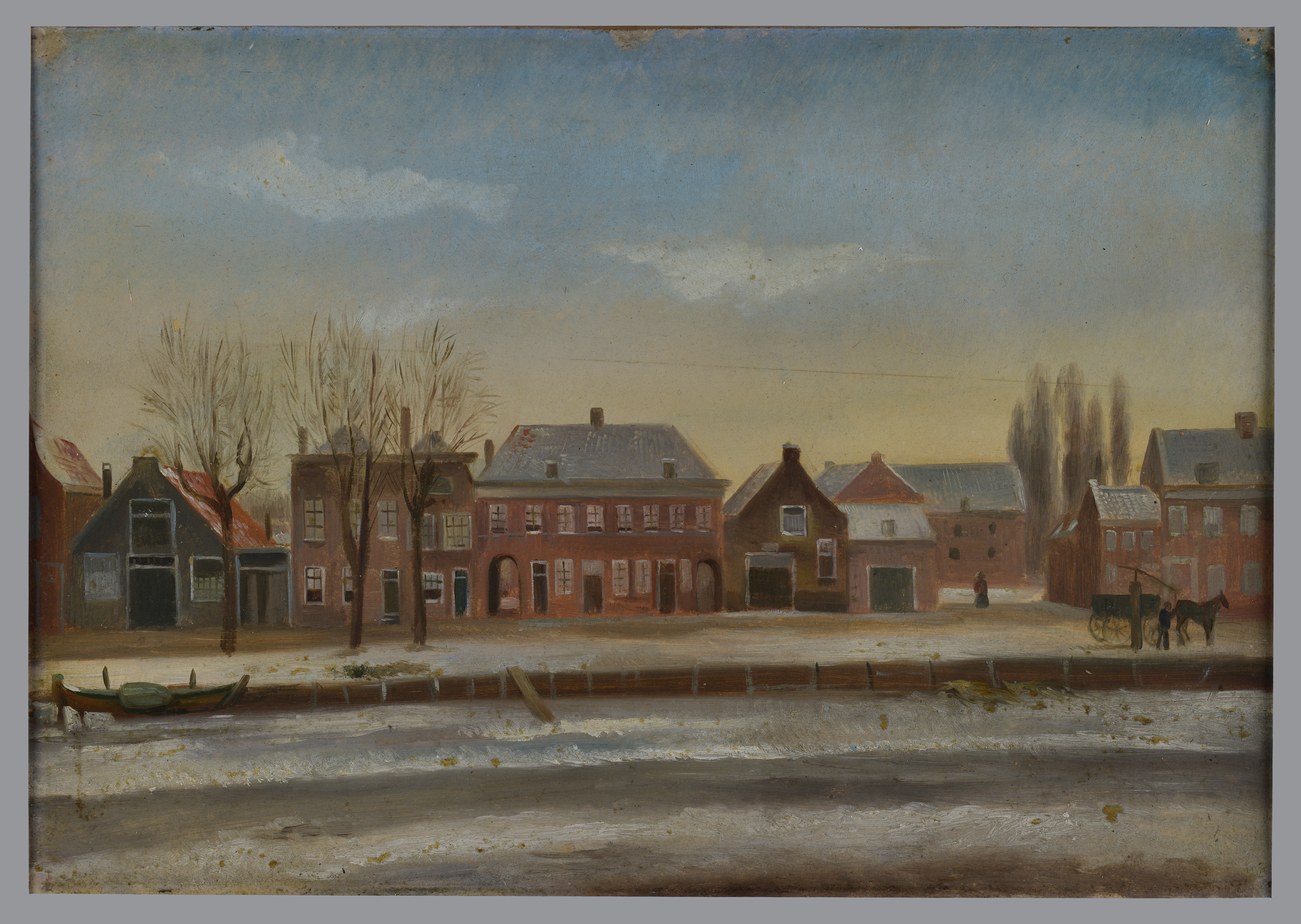
Karnemelkshaven met de nieuwe doorgang naar de Warmoezierslaan en de Rotte, geschilderd door Jan Bikkers
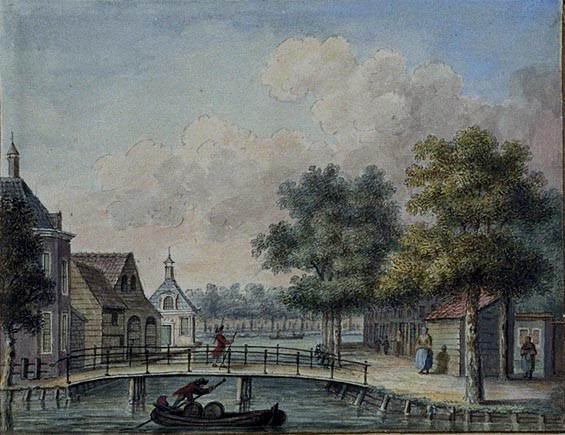
De Karnemelkshaven rond 1760 (Stadsarchief Rotterdam)